# Aleko
Aleko (TN ii/70, russisch: Алеко) ist die erste der vier Opern von Sergei Rachmaninow, die er noch am Moskauer Konservatorium verfasste. Das russische Libretto stammt von Wladimir Nemirowitsch-Dantschenko. Es ist eine Bearbeitung des Poems Цыганы (Zygany – Die Zigeuner, 1825) von Alexander Puschkin. Die Premiere fand am 27. Apriljul. / 9. Mai 1893greg. im Bolschoi-Theater statt.

## Handlung
In einem Zigeunerlager in Russland feiern die Zigeuner ihre Freiheit (Nr. 2). Der Alte erzählt die Geschichte seiner nur ein Jahr währenden Jugendliebe zu Mariula (Nr. 3). Einst war seine Gruppe bei den Wassern von Kagul mit einer anderen Zigeunergruppe zusammengetroffen. Als diese in der dritten Nacht weiterzogen, war Mariula mit ihnen gegangen, hatte aber ihre kleine Tochter Semfira zurückgelassen. Seitdem hat der Alte für alle Mädchen nur noch Verachtung übrig. Aleko merkt an, dass er unter solchen Umständen nicht auf Rache verzichtet hätte.
Während die Zigeuner tanzen und singen (Nr. 5–7), zieht sich Semfira mit einem jungen Mann zurück. Obwohl Semfira die Eifersucht ihres Gatten Aleko fürchtet, verabreden sich die beiden für eine Liebesnacht (Nr. 8). Anschließend singt Semfira ihr Kind mit einem Wiegenlied, das von ihrer Liebe zu einem anderen Mann handelt, in den Schlaf (Nr. 9). Aleko lauscht beunruhigt.
Aleko, ein ehemaliger Stadtbewohner, erinnert sich, wie er für Semfira sein früheres Leben aufgegeben und sich den Zigeunern angeschlossen hatte (Nr. 10).
In einer Romanze (Nr. 12) vergleicht Semfiras neuer Liebhaber das unaufhaltsame Gleiten des Mondes mit dem Herzen eines Mädchens, dem niemand Liebe befehlen könne.
Kurz vor Morgengrauen drängt Semfira den jungen Zigeuner zur Eile, weil sie fürchtet, dass ihr Ehemann aufwachen könnte (Nr. 13). Doch er zögert, und Aleko ertappt die beiden. Er fleht Semfira vergeblich an, zu ihm zurückzukehren. Semfira und der junge Zigeuner machen sich über ihn lustig. Daraufhin ersticht Aleko den jungen Zigeuner. Weinend fleht Semfira ihren toten Geliebten um Vergebung an und verflucht Aleko. Der ersticht nun auch sie.
Durch den Lärm aufgeschreckt, kommen die anderen Zigeuner hinzu. Der alte Mann findet seine sterbende Tochter blutüberströmt am Boden liegen. Die anderen Zigeuner klagen. Eine alte Zigeunerin fordert dazu auf, in der Nähe des Flusses Gräber zu bereiten und die Augen der Verstorbenen zu küssen. Der alte Mann und die anderen Zigeuner erklären Aleko, dass sie keine Gesetze haben, niemanden foltern und niemanden töten –, aber sie werden nicht mit einem Mörder zusammenleben. Aleko bleibt nichts anderes übrig, als seine erneute Einsamkeit zu beklagen.

## Gestaltung

### Instrumentation
Die Orchesterbesetzung der Oper enthält die folgenden Instrumente:
- Holzbläser: zwei Flöten, zwei Oboen, Englischhorn, zwei Klarinetten, zwei Fagotte
- Blechbläser: drei oder vier Hörner, zwei Trompeten, drei Posaunen, Tuba
- Pauken, Schlagzeug: Große Trommel, Becken, Kleine Trommel, Tamburin, Triangel
- Harfe
- Streicher

### Musiknummern
Im Klavierauszug und der Partitur der Oper sind die folgenden Nummern angegeben:
- Nr. 1. Introduktion / Интродукция (Introdukzija)
- Nr. 2. Chor / Хор (Chor)
- Nr. 3. Erzählung des Alten / Рассказ Старика (Rasskas Starika)
- Nr. 4. Szene und Chor / Сцена и хор (Szena i chor)
- Nr. 5. Tanz der Frauen / Пляска женщин (Pljaska schenschtschin)
- Nr. 6. Tanz der Männer / Пляска мужчин (Pljaska muschtschin)
- Nr. 7. Chor / Хор (Chor)
- Nr. 8. Duettino / Дуэттино (Duettino)
- Nr. 9. Szene und Wiegenlied / Сцена у люльки (Szena u ljulki)
- Nr. 10. Alekos Cavatine / Каватина Алеко (Kawatina Aleko)
- Nr. 11. Intermezzo / Интермеццо (Intermezzo)
- Nr. 12. Romanze des jungen Zigeuners / Романс Молодого Цыгана (Romans Molodowo Zygana)
- Nr. 13. Duett und Finale / Дуэт и Финал (Duet i Final)

### Musik
Die Gesangspartien des jungen Rachmaninow orientieren sich an der „Ausdruckstypologie städtischer Romanzen“. Nur in den Liedern und Tänzen griff er auf „östliche Weisen“ zurück, die in häufigen Melismen erkennbar werden. Diese Stellen erinnern jedoch mehr an Bizets Perlenfischer als an dessen ebenfalls im Zigeunermilieu spielende Carmen. Den Rest bezeichnete der Musikkritiker Ulrich Schreiber als „handwerklich solide[n] Tschaikowski-Nachhall“. Das Orchester zeichnet den Ablauf der Tragödie psychologisch nach, wobei ein sogenanntes „Schicksalsthema“ vorherrscht. Rachmaninow versuchte, „seelische Zustände in äußere Vorgänge zu projizieren“ und die Musik nicht nur illustrierend zu nutzen. Tonarten, Instrumentalfarben, Rhythmus und die verschiedenen Gesangsstile haben für ihn die gleiche zusammenhangstiftende Bedeutung wie einzelne Motive oder Themen.
Mit seinen drei Opern Aleko, Skupoi ryzar (Der geizige Ritter) und Francesca da Rimini (beide 1906) fand Rachmaninow einen eigenen Weg. Er verband darin symphonische Elemente, Strukturen der Nummernoper, italienisches Melos und das „melodische Rezitativ“ eines Alexander Dargomyschski. Obwohl diese Opern für die weitere Entwicklung des Musikdramas eine große theoretische Bedeutung hatten, fanden sie keinen Eingang in das Repertoire.

## Werkgeschichte
Aleko ist die erste der drei vollendeten Opern Rachmaninows. Er schrieb sie im Alter von neunzehn Jahren als Examensarbeit des Moskauer Konservatoriums. Die Aufgabe erhielt er am 27. März 1892. Abgeschlossen war seine Arbeit bereits am 13. April. Zu einer ersten Teilaufführung kam es dort am 31. Mai 1892.
Das Libretto stammt von Wladimir Nemirowitsch-Dantschenko. Es basiert auf dem 1825 verfassten und 1827 erschienenen Poem Цыганы (Zygany – Die Zigeuner) von Alexander Puschkin. Schon 1829 unternahm Michail Lermontow den ersten Versuch einer Librettofassung. Die erste Opernfassung stammt von Wladimir Kaschperow (Zygany von 1850, Libretto: Nikolai Ogarjow). Seitdem erschienen viele weitere Vertonungen, darunter Ruggero Leoncavallos Oper Zingari von 1912. Auch Dmitri Schostakowitsch hatte während seines Studiums eine Oper über diesen Stoff komponiert, die Notation aber zu seinem späteren Bedauern verbrannt. „Semfiras Wiegenlied“ (Nr. 9) wurde häufig als Lied vertont.
Die Uraufführung des vollständigen Werks fand am 27. Apriljul. / 9. Mai 1893greg. im Bolschoi-Theater in Moskau statt. Es sangen Bogomir Korsow (Aleko), Lew Klementjew (junger Zigeuner), Stepan Wlassow (der Alte), Marija Deisha-Sionizkaja (Semfira) und E. A. Sciubina (alte Zigeunerin). Die musikalische Leitung hatte Ippolit Altani. Zur Premiere war auch Rachmaninows Komponistenkollege Peter Tschaikowski anwesend.
Im selben Jahr 1893 dirigierte Rachmaninow Aleko auch in Kiew. Größere Bekanntheit erhielt die Oper aber erst einige Jahre später, als sich Fjodor Schaljapin, ein Freund des Komponisten, des Werks annahm. Er sang die Titelrolle 1897 in einer Liebhaberaufführung 1897 im Taurischen Palais in Petersburg sowie 1903 am Neuen Theater in Moskau. Weitere Produktionen in Petersburg/Petrograd gab es 1914 am Mariinski-Theater und 1923 am Maly-Theater. In Rostow am Don wurde sie 1902, in Gorki 1943, in Tbilissi 1956 und in Ulan-Ude 1953 gespielt. Zur ersten Aufführung außerhalb Russlands kam es 1915 in London. Erwähnenswerte jüngere Aufführungen sind eine Amateurproduktion in Wladimir 1964, das englische Camden-Festival 1972, ein Gastspiel des Nemirowitsch-Dantschenko-Musiktheaters in Tokio 1977, sowie Produktionen in Turin 1980 (Leitung: Juri Aronowitsch, Aleko: Ferruccio Furlanetto), Oldenburg 2001 und Kiel 2018.
Eine überarbeitete Fassung und Instrumentation stammt vom Komponisten Nikolai Golowanow.

## Aufnahmen
- 1951 – Nikolai Golovanov (Dirigent), Orchester und Chor des Bolschoi-Theaters Moskau.
 Iwan Petrow (Aleko), Anatoly Orfenov (junger Zigeuner), Alexander Ognitzew (der Alte), Nina Pokrovskaja (Semfira), Bronislava Zlatogorova (alte Zigeunerin).
 Studio-Aufnahme.
 Arlecchino CD: ARL 146/147, Cantus Classics 500784 (2 CDs).[7]:14791
- 1987 – Dmitri Kitajenko (Dirigent), Moscow State Philharmonic Orchestra.
 Jewgeni Nesterenko (Aleko), Alexander Fedin (junger Zigeuner), Wladimir Matorin (der Alte), Svetlana Volkova (Semfira), Raisa Kotova (alte Zigeunerin).
 Studio-Aufnahme.
 Melodiya CD: 1000490 (1 CD).[7]:14792
- 1993 – Rouslan Raichev (Dirigent), Plovdiv Symphony Orchestra, Bulgarian Radio Chorus Sofia.
 Nikola Gjusselew (Aleko), Pavel Kurschumow (junger Zigeuner), Dimiter Petkov (der Alte), Blagovesta Karnobatlova-Dobreva (Semfira), Tony Christova (alte Zigeunerin).
 Studio-Aufnahme.
 Capriccio CD: 10 782 (1 CD).[7]:14793
- 1993 – Andrei Tschistjakow (Dirigent), Russischer Staatschor.
 Vladimir Matorin (Aleko), Vitalij Taraschtschenko (junger Zigeuner), Viacheslav Potschapski (der Alte), Natalia Erassova (Semfira), Galina Borisowa (alte Zigeunerin).
 Studio-Aufnahme.
 CDM CD: LDC 288 079 (1 CD).[7]:14794
- 1995 – Roman Kofman (Dirigent), Philharmonisches Orchester Donetzk.
 Marina Lapina (Semfira).
 Studio-Aufnahme.
 Verdi Classics VMS 6803 (1 CD).[7]:14795
- August 1996 – Neeme Järvi (Dirigent), Göteborger Symphoniker, Chorus of the Opera Gothenburg.
 Sergei Leiferkus (Aleko), Ilya Levinsky (junger Zigeuner), Anatoli Kotscherga (der Alte), Maria Guleghina (Semfira), Anne Sofie von Otter (alte Zigeunerin).
 Studio-Aufnahme.
 DGG 453 452-2 (1 CD), DGG 477 041-2 (3 CDs).[7]:14796
- Juni 1996 – Alexei Ludmilin (Dirigent), Orchester und Chor der Staatsoper Nowosibirsk.
 Vladimir Urbanovitch (Aleko), Igor Borissow (junger Zigeuner), Vitaly Jefanow (der Alte), Olga Babkins (Semfira), Tatjana Gorbunowa (alte Zigeunerin).
 Studio-Aufnahme.
 Arte Nova 74321 39119-2 (1 CD).[7]:14797
- Mai 2000 – Konstantin Orbelian (Dirigent), Moscow Chamber Orchestra, State Cappella Accademica „Aleksandr Jurlov“.
 Vassilij Gerello (Aleko),  Wsewolod Griwnow (junger Zigeuner), Mikhail Kit (der Alte), Olga Guriakova (Semfira), Elena Manikhina (alte Zigeunerin).
 Studio-Aufnahme.
 Delos DE 3269 (2 CDs).[7]:14798
- Mai 2005 – Najden Todorow (Dirigent), Orchester und Chor der Bulgarischen Nationaloper Sofia.
 Alexander Tekeliev (Aleko), Boiko Zwetanow (junger Zigeuner), Peter Naydenov (der Alte), Mariana Zvetkova (Semfira), Andreana Nikolova (alte Zigeunerin).
 Studio-Aufnahme, Ausschnitte.
 Naxos 8.557817 (1 CD).[7]:14799
- 24. November 2006 – Wladimir Fedossejew (Dirigent), Orchestre Philharmonique de Radio France, Chœurs du Radio France.
 Viacheslav Potchapski (Aleko), Andrei Dunayev (junger Zigeuner), Egils Silins (der Alte), Maria Gavrilova (Semfira), Alexandra Durseneva (alte Zigeunerin).
 live, konzertant aus der Salle Pleyel in Paris.
 Premiere Opera 2546-1 (1 CD).[7]:14800
- 2019 – Vladimir Lande (Dirigent), Siberian State Symphony Orchestra, Choral Ensemble of Soloists „Tebe Poem“.
 Sergei Leiferkus (Bariton), Vsevolod Grivnov (Tenor), Andrei Baturkin (Bariton), Maxim Paster (Tenor), Mikhail Golovushkin (Bass).
 Video; live, konzertant vom Dmitri Hvorostovsky Festival aus der Philharmonie in Krasnojarsk.
 Videostream bei medici.tv.[8]
- 28. Januar 2024 – Ivan Repušić (Dirigent), Münchner Rundfunkorchester, Chor des Bayerischen Rundfunks.
 Vladislav Sulimsky (Aleko), Andrei Danilov (junger Zigeuner), Shavleg Armasi (Semfiras Vater), Kristina Mkhitaryan (Semfira), Natalja Bojewa (alte Zigeunerin).
 Live, konzertant aus dem Prinzregententheater in München; kombiniert mit Rachmaninows Oper Francesca da Rimini.
 Übertragung im Radio BR-Klassik.[9]